# محمد نذير حميميد
محمد نذير حميميد ، من مواليد 1 جانفي 1945 برج غدير ( الجزائر ) وتوفي 25 أكتوبر 2016 ، هو سياسي جزائري .

## سيرة

### الدراسات والدورات في الإدارة
ولد محمد نذير حميميد في برج غدير في منطقة برج بوعريريج بالجزائر. بعد الحصول على شهادة في القانون ، شغل عدة مناصب المسؤولية : مدير الإدارة العامة للتنظيم والإدارة المحلية (داغرال) في ولاية دي غيلما، الأمين العام لولاية تمنراست وولاية وولاية دي بليدا ، وكان أول ولي تيسمسيلت في عام 1984 ، والي دي مستغانم من 1989 إلى 1994 ، والي من تيزي وزو من 1994 إلى 1999 ، والولي من قسنطينة من 1999 إلى 2002 عندما تم تعيينه في الحكومة.

### في الحكومة الجزائرية
شغل منصب وزير الإسكان والعمران في حكومتي علي بن فليس في 17 يونيو 2002 وأحمد أويحيى وعبد العزيز بلخادم حتى يونيو 2007 عندما انتخب نائبا لمجلس الشعب الوطنية لمدة خمس سنوات.

### الحياة العائلية
متزوج ولديه أربعة أطفال.